# Team Picnic PostNL (Frauenradsport)
Das Team Picnic PostNL ist ein niederländisches Team im Frauenradsport, das im Jahr 2012 erstmals als UCI Women’s Team lizenziert wurde.

## Organisation und Geschichte
Das Team wird wie die gleichnamige Männermannschaft von der niederländischen Firma SMS Cycling B.V. betrieben.
Namenssponsor des Teams war bis Ablauf der Saison 2012 der Werkzeughersteller Skil, der sein Sponsoring für das Männerteam mit Ablauf der Saison 2011 einstellte. Der zweite Namenssponsor des Teams, der Radhersteller Koga, wurde durch den Öl- und Gaskonzern Argos ersetzt, der auch das Männerteam finanzierte, wie erst am 30. März 2012 bekannt gegeben wurde.
Bis dahin hieß das Frauenteam Skil 1t4i. 1t4i steht für die Grundwerte, denen die beiden Teams nach Angaben des Betreibers verpflichtet sind: „Team Spirit, Inspiration, Integrity, Improvement, Innovation“ (engl., dt. Teamgeist, Inspiration, Integrität, Verbesserung, Innovation). Nach der Bekanntgabe des neuen Hauptsponsors trug das Team zunächst den Namen Skil-Argos. Im Jahr 2013 hieß das Team wie die Männermannschaft Argos-Shimano und wurde im Januar zusammen mit dieser der Öffentlichkeit vorgestellt.
Mit Beginn der Saison 2015 ersetzte der Bielefelder Kosmetikproduzent Dr. Wolff-Gruppe den Radkomponentenhersteller Shimano als zweiten Hauptsponsor. Das Team wurde nach den frauenspezifischen Marken der Hauptsponsoren in Liv-Plantur umbenannt. Im Gegensatz zur Männermannschaft behielt die Frauenmannschaft ihre niederländische Lizenz.
Nach dem Rückzug von Alpecin wurde der Reiseveranstalter Sunweb 2017 alleiniger Namenssponsor. Zum Ende der Saison wurde die Mannschaft, wie auch die Männermannschaft des Team Sunweb, Weltmeister im Mannschaftszeitfahren. Sunweb beendete die Saison auf Platz zwei der UCI-Weltrangliste.
In der UCI Women’s WorldTour 2018 belegte das Team Rang drei und 2019 Rang zwei. Zur Saison 2020 wurde Sunweb als deutsches Team mit einer Lizenz als UCI Women’s WorldTeam registriert. In der UCI Women’s WorldTour 2020 wurde das Team Dritter.
Im Dezember 2020 löste Koninklijke DSM das von der COVID-19-Pandemie stark getroffene Sunweb als Hauptsponsor ab. Dem Hauptsponsor folgend entschied sich das Team, ab der Saison 2022 wieder mit niederländischer Lizenz zu starten. Nach der Fusion von DSM mit dem Schweizer Aromen- und Duftstoff-Hersteller Firmenich erhielt das Team zum 1. Juli 2023 einen neuen Namen, der erste Renneinsatz unter diesem Namen war der Giro d’Italia Donne 2023.
Wie beim Männerteam ist seit der Saison 2024 die niederländische Post Co-Titelsponsor des Teams, seit der Saison 2025 zusätzlich der Online-Supermarkt Picnic. Seit dem Einstieg von Picnic ist DSM nicht mehr Titelsponsor, bleibt aber dem Team als Innvoationspartner in den Bereichen Ernährung und Gesundheit erhalten.

## Platzierungen in UCI-Ranglisten
UCI Weltcup 
| World Cup   | World Cup   | World Cup           | World Cup |
| Jahr        | Teamwertung | Einzelwertung       |           |
| ----------- | ----------- | ------------------- | --------- |
| 2012        | 7.          | Adrie Visser (12. ) |           |
| 2013        | 6.          | Amy Pieters (7. )   |           |
| 2014        | 4.          | Kirsten Wild (5. )  |           |
| 2015        | 7.          | Amy Pieters (14. )  |           |
|             |             |                     |           |
| Quelle: UCI |             |                     |           |

UCI Women’s WorldTour
| UCI World Tour | UCI World Tour | UCI World Tour         | UCI World Tour |
| Jahr           | Teamwertung    | Einzelwertung          |                |
| -------------- | -------------- | ---------------------- | -------------- |
| 2016           | 5.             | Leah Kirchmann (2. )   |                |
| 2017           | 2.             | Coryn Rivera (4. )     |                |
| 2018           | 3.             | Coryn Rivera (5. )     |                |
| 2019           | 2.             | Coryn Rivera (15. )    |                |
| 2020           | 3.             | Liane Lippert (9. )    |                |
| 2021           | 5.             | Juliette Labous (18. ) |                |
| 2022           | 3.             | Lorena Wiebes (4. )    |                |
| 2023           | 7.             | Juliette Labous (9. )  |                |
| 2024           | 4.             | Juliette Labous (8. )  |                |
|                |                |                        |                |
| Quelle: UCI    |                |                        |                |

UCI World Ranking
| UCI Ranking | UCI Ranking | UCI Ranking           | UCI Ranking |
| Jahr        | Teamwertung | Einzelwertung         |             |
| ----------- | ----------- | --------------------- | ----------- |
| 2011        | —           | Amy Pieters (72. )    |             |
| 2012        | 14.         | Adrie Visser (26. )   |             |
| 2013        | 8.          | Kirsten Wild (8. )    |             |
| 2014        | 5.          | Kirsten Wild (4. )    |             |
| 2015        | 8.          | Amy Pieters (14. )    |             |
| 2016        | 7.          | Leah Kirchmann (8. )  |             |
| 2017        | 2.          | Ellen van Dijk (4. )  |             |
| 2018        | 3.          | Coryn Rivera (7. )    |             |
| 2019        | 2.          | Leah Kirchmann (18. ) |             |
| 2020        | 4.          | Liane Lippert (7. )   |             |
| 2021        | 4.          | Lorena Wiebes (20. )  |             |
| 2022        | 3.          | Lorena Wiebes (2. )   |             |
| 2023        | 7.          | Pfeiffer Georgi (9. ) |             |
| 2024        | 4.          | Juliette Labous (8. ) |             |
|             |             |                       |             |
| Quelle: UCI |             |                       |             |

## Mannschaft 2025
| Teamkader 2025          | Teamkader 2025     | Teamkader 2025         | Teamkader 2025                         |
| Name                    | Geburtsdatum       | Land                   | Vorheriges Team                        |
| ----------------------- | ------------------ | ---------------------- | -------------------------------------- |
| Silje Bader             | 24. September 2005 | Niederlande            | GT Krush Rebellease (2024)             |
| Francesca Barale        | 29. April 2003     | Italien                | VO2 Team Pink (2021)                   |
| Rachele Barbieri        | 21. Februar 1997   | Italien                | Liv Racing TeqFind (2023)              |
| Marta Cavalli           | 18. März 1998      | Italien                | FDJ-Suez (2024)                        |
| Eleonora Ciabocco       | 4. März 2004       | Italien                |                                        |
| Pfeiffer Georgi         | 27. September 2000 | Vereinigtes Königreich | Jadan Weldtite (2018)                  |
| Ella Heremans           | 28. März 2006      | Belgien                |                                        |
| Megan Jastrab           | 29. Januar 2002    | Vereinigte Staaten     | Rally Cycling (2020)                   |
| Franziska Koch          | 13. Juli 2000      | Deutschland            | Watersley International (2019)         |
| Charlotte Kool          | 6. Mai 1999        | Niederlande            | NXTG Racing (2021)                     |
| Josie Nelson            | 8. April 2002      | Vereinigtes Königreich | Coop-Hitec Products (2023)             |
| Esmée Peperkamp         | 23. Juli 1997      | Niederlande            | Loving potatoes-de Jonge Renner (2020) |
| Mara Roldan             | 7. April 2004      | Kanada                 | Cynisca Cycling (2024)                 |
| Abi Smith               | 1. April 2002      | Vereinigtes Königreich | EF Education-TIBCO-SVB (2023)          |
| Becky Storrie           | 27. September 1998 | Vereinigtes Königreich | Cams Basso (2022)                      |
| Elise Uijen             | 23. Juni 2003      | Niederlande            |                                        |
| Nienke Vinke            | 22. Juni 2004      | Niederlande            |                                        |
| Juliana Londoño         | 14. Januar 2005    | Kolumbien              | World Cycling Centre (2024)            |
|                         |                    |                        |                                        |
| Quelle: ProCyclingStats |                    |                        |                                        |